# Gynodiastylis fulgidus
Gynodiastylis fulgidus är en kräftdjursart som beskrevs av Francis Day 1980. Gynodiastylis fulgidus ingår i släktet Gynodiastylis och familjen Gynodiastylidae. Inga underarter finns listade i Catalogue of Life.